# ۳-اتیل‌پنتان
۳-اتیل‌پنتان (به انگلیسی: 3-Ethylpentane) یک ترکیب شیمیایی با شناسه پاب‌کم ۱۲۰۴۸ است. شکل ظاهری این ترکیب، مایع شفاف بی‌رنگ است.